# محمد السقاف
محمد عبد الرحمن السقاف داعية إسلامي وباحث في السيرة النبوية والمؤسس لمشروع فاتبعوني لإحياء سنن النبي محمد ﷺ. له العديد من الرحلات الدعوية لمختلف دول العالم ومساهمات في إنشاء عدد من المعاهد التعليمية في البلدان التي زارها. وله خطب ودروس دينية وعلمية وبرامج على قنوات تلفزيونية، وهو المشرف العام على قناة الإرث النبوي الفضائية.

## نسبه
محمد بن عبد الرحمن بن علوي بن عبد الله بن حسين بن محسن بن علوي بن سقاف بن محمد بن عمر بن طه بن عمر بن طه بن عمر الصافي بن عبد الرحمن المعلم بن محمد بن علي بن عبد الرحمن السقاف بن محمد مولى الدويلة بن علي بن علوي الغيور بن الفقيه المقدم محمد بن علي بن محمد صاحب مرباط بن علي خالع قسم بن علوي بن محمد بن علوي بن عبيد الله بن أحمد المهاجر بن عيسى بن محمد النقيب بن علي العريضي بن جعفر الصادق بن محمد الباقر بن علي زين العابدين بن الحسين السبط بن الإمام علي بن أبي طالب، والإمام علي زوج فاطمة بنت محمد ﷺ.
فهو الحفيد 37 لرسول الله محمد ﷺ في سلسلة نسبه.

## مولده ونشأته
ولد سنة 1392 هـ الموافق 1972 م بمدينة سيئون في حضرموت، ثم انتقل مع والديه بعد ثلاث سنوات من ولادته إلى مدينة جدة في المملكة العربية السعودية، وتربى بها وتعلم في مدارسها الأكاديمية. والده طبيب معروف في جدة كان يحضر عدد من مجالس العلماء والصلحاء، فكان بذلك سببا في غرس حب العلم وأهله في قلب ولده.

## شيوخه
طلب العلم الشرعي وأخذ بسنده المتصل عن عدد من الشيوخ، وتربى على يد عدد من كبارهم وأخذ عنهم الإجازة في الدعوة إلى الله والتعليم، منهم:
- عبد القادر بن أحمد السقاف
- أحمد مشهور بن طه الحداد
- محمد علوي المالكي
- سالم بن عبد الله الشاطري
- أبوبكر العدني بن علي المشهور
- عمر بن محمد بن حفيظ

## نشاطه الدعوي
تميز برحلاته الدعوية حيث انطلق لأماكن بعيدة لمسلمين افتقدوا الاهتمام من قبل مسلمي العالم. وأشهر رحلاته رحلة كينيا وأوغندا، وزياراته ومشاراكاته في أمريكا ودول الخليج العربي واليمن ولبنان ومصر والأردن.

### الدورات التدريبية
- خطط لدينك ودنياك.
- مقبل على الزواج.
- كُمَّل النساء.
- أسس النجاح في السير إلى الله.
- صفة صلاة المقربين.
- الخطوات الأولى في الدعوة.

### التعليم
- شارك في إدارة دار المصطفى للدراسات الإسلامية وفي تأسيس بعض دور العلم.
- أسس عددًا من الدروس العلمية.
- أقام مشروع الإرث النبوي لتخريج العلماء الدعاة.
- إعداد دورات في العلم الواجب على كل مسلم.

### مؤلفاته
- «الطوالع السعدية في بيان مهام الدعوة الفردية»
- «جسد الأمة نظرة تأمل في حديث (مثل المؤمنين)»
- «رسالة الغريب»
- «رسالة الأمر بالمعروف والنهي عن المنكر»
- «الجواهر من كلام السادة الأكابر»
- «غربة الروح»
- «معالم الدعاة» (ثلاثة أجزاء)
- «زاد الناسك في أدعية المناسك»
- «الحياض المطهرة»
- «تفسير سورة يس»
- «داعية يتأمل القرآن» (سلسلة مقالات)
- «معالم للدعوة»
- «صلة الكائنات بمحمد»

### محاضراته المسجلة
- حقيقة الصلاة، سلسلة دروس (30) سجلت في إذاعة الكويت.
- حقيقة التصوف.
- خليفة رسول الله أبو بكر الصديق.
- الاحتفال بمولد النبي (صلى الله عليه وسلم).
- كيف تكون داعيا في بيتك.
- سيرة السيدة فاطمة الزهراء.

### مشاركات
- مؤتمر التقارب بين الشيعة والسنة في إيران.
- مؤتمر الخطاب الإسلامي والإعلام في الأردن 2006.
- مؤتمر الصحة في صنعاء 2006.
- مؤتمر بناء الأمة وتزكية النفوس في ماليزيا 2007.
- المجالس العلمية الهاشمية في الأردن لعامي 2007، 2008.
- المشاركة لعدة سنوات في البرنامج الدعوي الرمضاني لوزارة الأوقاف في أبوظبي.

## وصلات خارجية
- موقعه الرسمي/ الحبيب محمد السقاف.